# Vývoz sbírkového předmětu
Vývoz sbírky nebo sbírkového předmětu muzea do zahraničí se řídí zákonem 122/2000 Sb.

## Podmínky vývozu
Předmět nebo sbírka může být vyvezen/a do zahraničí jen z těchto důvodů:
1. Za účelem konzervování, preparace nebo restaurování předmětu nebo sbírky.
2. Za účelem výstavy předmětu nebo sbírky v zahraničí.
3. Za účelem vědeckého zkoumání předmětu či sbírky.

Vývoz je povolen vždy na dobu určitou (max. 1 rok, poté se musí žádat znovu; předmět může být v zahraničí i více let). Sbírka nebo předmět musí být zapsán do Centrální evidence sbírek. Ministerstvo kultury České republiky dává povolení o vývozu na žádost vlastníka sbírky. Je-li sbírka či sbírkový předmět zároveň kulturní památkou České republiky, pak se její vývoz řídí zákonem o památkové péči 20/1987 Sb. 

## Důvody pro zamítnutí
1. Není-li zaručena bezpečnost předmětu/sbírky během vývozu (nejvhodnější je, když celou dobu manipulace se sbírkou či sbírkovým předmětem je přítomný zmocněnec vlastníka sbírky, který by vlastníkovi zaručil větší bezpečnost).
2. Není-li splněna právní záruka pro její vrácení do České republiky.